# Iža
Pour les articles homonymes, voir Iza.
Iža est un village de Slovaquie situé dans la région de Nitra.

## Histoire
Première mention écrite du village en 1268.

## Démographie

### Évolution de la population
| Année:               | 1994. | 2004.   | 2014.   | 2024.   |
| -------------------- | ----- | ------- | ------- | ------- |
| Nombre de personnes: | 1626  | 1632    | 1636    | 1797    |
| Différence:          |       | +0,36 % | +0,24 % | +9,84 % |

| Année:               | 2023. | 2024.   |
| -------------------- | ----- | ------- |
| Nombre de personnes: | 1786  | 1797    |
| Différence:          |       | +0,61 % |